# NGC 28
NGC 28은 극락조자리 방향에 위치한 타원 은하이다.